# Jean de Beck
Pour les articles homonymes, voir Beck.
Le baron Jean de Beck, né en 1588 et mort le 22 août 1648, est gouverneur et capitaine général du duché de Luxembourg et du comté de Chiny. 

## Biographie

### Carrière militaire
Pendant sa carrière militaire, il sert sous les ordres de Albrecht von Wallenstein et commande la garnison stationnée à Prague. 
En 1639, lors de la guerre de Trente Ans, sous le commandement du général de Piccolomini (pour le Saint Empire germanique), il bat le général de Feuquières (marquis Picard pour la France) près de Hettange.
Blessé lors de la bataille de Lens le 20 août 1648, il succombe quelques jours plus tard à ses blessures.

### Postérité
Un bastion à Luxembourg porte son nom. Il fait également construire un château à Beaufort.